# Appio Claudio Russo
Appio Claudio Russo o Rufo (in latino Appius Claudius Russus/Rufus; ... – 268 a.C.) è stato un politico e militare romano.

## Biografia
Membro della nobile gens Claudia e primo figlio di Appio Claudio Cieco, venne eletto console priore nel 268 a.C. con Publio Sempronio Sofo come posteriore. I due vincendo la battaglia di Ascoli guidarono Roma alla sottomissione definitiva dei Piceni nella guerra picentina, quasi ultimando la conquista dell'Italia. Partecipò anche alla fondazione delle colonie romane di diritto latino di Ariminum e Beneventum, e in una data sconosciuta celebrò una processione trionfale, proprio come fece il collega.
Morì prima della fine del suo mandato per cause ignote, e non fu designato un console suffetto a sostituirlo.

Lo storico Gaio Svetonio Tranquillo fa menzione di Russo in un breve passaggio del De vita Caesarum affermando che egli, dopo essersi fatto erigere una statua diademata a Forum Appii, tentò di impadronirsi della penisola per mezzo delle sue clientele.
1. ↑  Svetonio Tranquillo, De vita Caesarum, Tiberio, II.